# 吉翠里
25°01′42″N 121°27′32″E / 25.0282854°N 121.45883°E
吉翠里為台灣新北市板橋區轄下之一里，面積約0.0469平方公里。舊日江子翠地區，1982年4月20日，由新翠里分出，取吉祥語，故名。 